# Prades (Haute-Loire)
Prades é uma comuna francesa na região administrativa de Auvérnia-Ródano-Alpes, no departamento de Alto Loire. Estende-se por uma área de 4,82 km². Em 2010 a comuna tinha 64 habitantes (densidade: 13,3 hab./km²).